# ATC 코드 J02
ATC 코드 J02는 ATC 코드에 따른 전신작용 항진균제로 사용되는 약물을 정리한 코드이다.

ATC 코드 J 전신작용 항감염제의 하위그룹을 이룬다.
동물용 의약품을 위한 코드(ATCvet 코드)의 경우 인체의약품 코드 앞에 Q가 들어가게 된다. 예 : QJ02.

## J02A 전신작용 항진균제

### J02AA 항생물질
J02AA01 Amphotericin B
J02AA02 Hachimycin

### J02AB 이미다졸 계열
J02AB01 Miconazole
J02AB02 Ketoconazole
QJ02AB90 Clotrimazole

### J02AC 트리아졸 계열
J02AC01 Fluconazole
J02AC02 Itraconazole
J02AC03 Voriconazole
J02AC04 Posaconazole

### J02AX 기타 전신작용 항진균제
J02AX01 Flucytosine
J02AX04 Caspofungin
J02AX05 Micafungin
J02AX06 Anidulafungin